# Inmigración japonesa en Filipinas

Bandera de Japón.

Bandera de Filipinas.

Los Nipofilipinos es una descendencia mixta entre filipinos y japoneses, lo cual se remonta en diferentes etapas. 

## Historia
Los primeros japoneses que llegaron a Filipinas, se remonta a través de los combates de Cagayán, una serie de batallas que tuvieron lugar en 1582 entre la Armada Española de Capitanía General de las Filipinas al mando del capitán Juan Pablo de Carrión, y los wakō (piratas japoneses) liderados por Tay Fusa. Estos enfrentamientos tuvieron lugar en las proximidades del río Cagayán como respuesta a los saqueos japoneses de las costas de Luzón y se saldaron con la victoria española. El suceso tuvo la particularidad de enfrentar a arcabuceros, piqueros y rodeleros españoles contra los rōnin (samuráis sin señor), y en menor medida, los ashigaru (soldados rasos) nipones.
En torno a 1573, los japoneses comenzaron a intercambiar oro por plata en la isla filipina de Luzón, especialmente en las actuales provincias de Cagayán, Gran Manila y Pangasinán (concretamente la zona de Lingayén). En 1580 sin embargo, unos piratas japoneses forzaron a los nativos de Cagayán a prestarles fidelidad y sumisión. Estos incursores recibían el nombre de wakō, si bien en el siglo XVI el término aludía también a los piratas chinos.
Luego antes de la Segunda Guerra Mundial, otra inmigración japonesa que se estableció en el país, se dedicaron a diferentes actividades como a la pequeña industria, la agricultura, la pesca, al comercio y entre otros, formando pequeñas colonias así también algunos hacendados en algunos sectores rurales. Tras el estallido de la Segunda Guerra Mundial (1941 - 1945), Japón se apoderó de las Filipinas, ya que la mayor parte de los japoneses eran soldados. Después de la derrota del Japón por los Estados Unidos en 1945, por parte de los soldados también mantuvieron relaciones sexuales con las pobladoras filipinas produciendo la descendencia nipofilipino, sobre todo tanto en los apellidos de algunos ciudadanos filipinos. A esto se le ha considerado otra parte del mestizaje.

## Nipofilipinos famosos
- Don Justo Takayama - Daimyo de Kyushu
- Edward Ishita, cantante de opera japonés hijo de madre filipina.
- Jiro Manio
- Ferdinand Marcos
- Ferdinand Marcos, Jr.
- Imee Marcos
- Marie Matiko
- Aiko Meléndez
- Mokomichi Hayami
- Sayaka Akimoto
- Iwa Moto
- Lou Diamond Phillips
- Bong Revilla
- José Rizal
- Paciano Rizal
- Romnick Sarmienta
- Akiko Thomson
- Gardo Versoza